# Eucalyptus marginata
Eucalyptus marginata es una de las especies de árboles más comunes de Eucalyptus de suroeste de Australia Occidental. El nombre científico de la especie marginata se refiere al color claro de la vena en el borde alrededor de sus hojas. El nombre y la madera son usualmente designados por el nombre aborigen australiano jarrah. Debido a la apariencia similar del acabado de la madera del jarrah con la de la caoba de las Honduras, el jarrah fue alguna vez llamado caoba del Río Swan debido al sistema de ríos que corre a través de Perth. 

## Descripción
El árbol crece hasta 40 m de alto con un tronco de hasta 3 m de diámetro, y tiene una corteza rugosa, café-grisácea, verticalmente surcada y fibrosa la cual se muda en largas tiras planas. Las hojas son con frecuencia curveadas, 8-13 cm de largo y 1.5-3 cm de ancho, verde oscuro brilloso en el haz y más pálidas en el envés. Los capullos de las flores pedunculadas aparecen en racimos de 7-11; cada capullo tiene una cubierta estrecha y cónica de 5-9 mm de largo. Las flores son blancas, 1-2 cm de diámetro, y florean en primavera e inicio del verano. El frutos son desde esféricos hasta forma de barrilito, y 9-16 mm de largo y ancho.

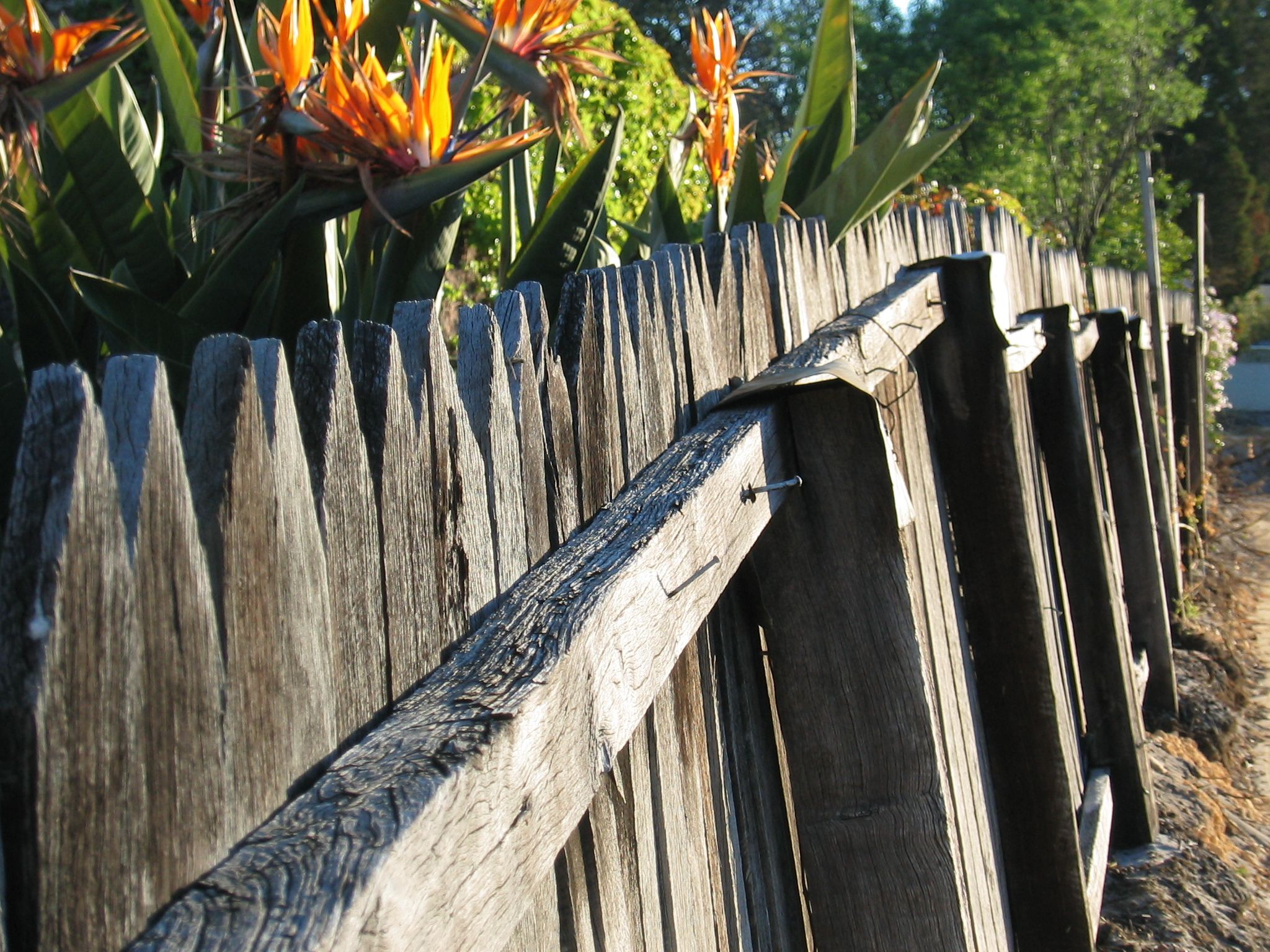
El jarrah era comúnmente usado para cercas en Australia Occidental.

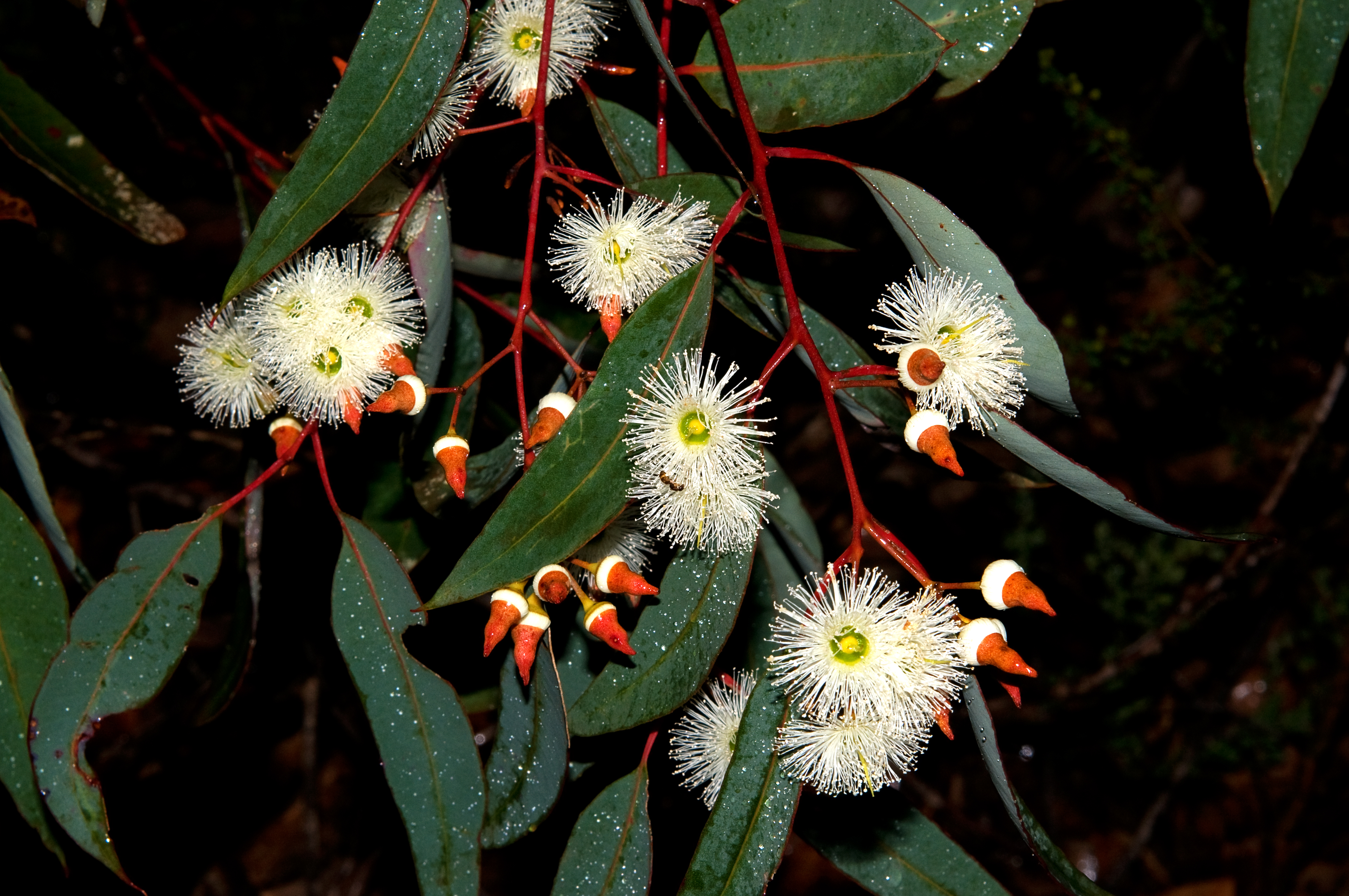
Detalle de la planta

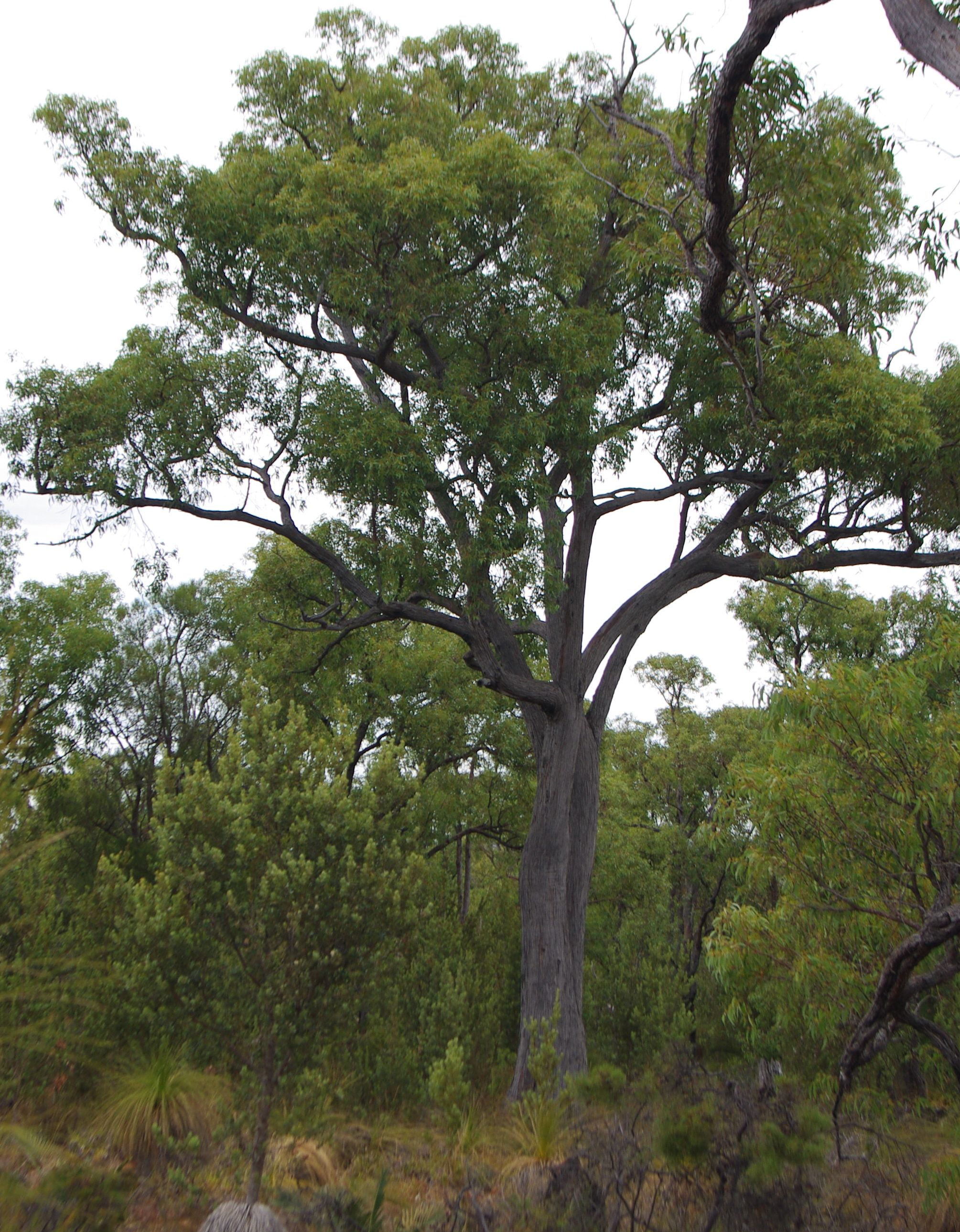
Vista del árbol

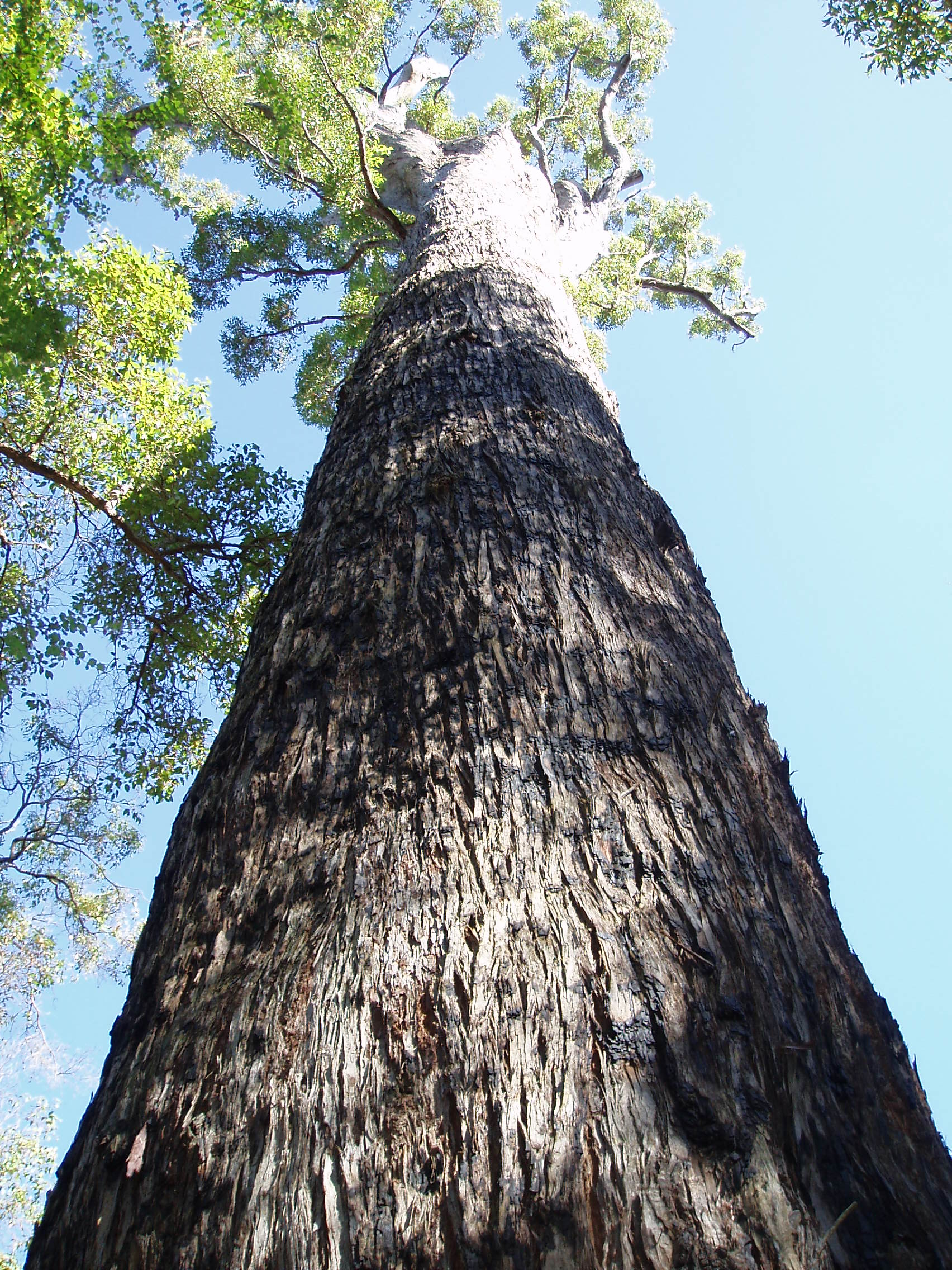
Tronco

La corteza de este eucalyptus no se muda en parches como otros lo hacen, pero se divide en tiras fibrosas. Los árboles de jarrah son también inusuales en el hecho de que tienen un lignotúber, un gran abultamiento subterráneo que almacena carbohidratos y permite a los árboles jóvenes regenerarse después de un incendio. Debido a que sus raíces son muy profundas, tanto como 40 m, los jarrahs son resistentes a la sequía y son capaces de llevar agua desde las grandes profundidades durante períodos secos.

## Ecología
El jarrah es un importante elemento en la ecología local, proveyendo hábitats para la vida animal - especialmente aves y abejas – mientras está vivo, y en los huecos que se forman ya que el duramen se deteriora. Cuando se cae, provee refugio a animales tales como el Dasyurus geoffroii (chuditch), el gato marsupial.
El jarrah ha mostrado una considerable adaptación a diferentes zonas ecológicas – como en la llanura costera de Swan y más hacia el norte, y también a un diferente hábitat de los lateríticos Montes Darling.
El jarrah es muy vulnerable a una alga, llamada Phytophthora cinnamomi ("dieback"), la cual causa pudrición de raíces. En grandes secciones de los Montes Darling ha habido serias medidas para reducir la expansión de la Phytophthora al lavar los vehículos, y restringiendo el acceso a áreas de bosque aún no infectadas. 

### Usos
Las flores del jarrah son usadas para elaborar miel. Su madera es pesada, con una gravedad específica de 1,1 cuando está verde. Su tronco largo de colores ricos y su madera de hermoso grano resistente a las termitas la hacen muy valiosa para ebanistería, pisos, revestimiento y muebles de exteriores. La madera terminada tiene un rico profundo color café-rojizo y un grano atractivo. Cuando está fresco el jarrah es completamente fácil de trabajar pero cuando está curado llega a ser tan duro que la convencional elaboración de herramientas de madera no se puede hacer. Es muy durable, aún en situaciones húmedas y secas, siendo así un material estructural de elección para puentes, muelles, durmientes, construcción de barcos y postes telefónicos.
La madera de jarrah es muy similar a la del Karri, y ya que ambos árboles se encuentran en el sudoeste de Australia, las dos maderas son con frecuencia confundidas. Se pueden distinguir al cortar una astilla fresca y quemarla: el karri se quema completamente hasta dejar una ceniza blanca, mientras el jarrah forma carbón. La mayoría de los mejores jarrah han sido cortados al sur de Australia Occidental.
Una gran cantidad era exportada al Reino Unido, donde se le cortaba en bloques y se le cubría con asfalto para construir caminos. 
La mayor parte de las compañías que explotaban al jarrah ya no existen. 
Afortunadamente, el jarrah alcanza precios muy altos en la actualidad, y ya existe una industria que la recicla de casas demolidas.
Restos, árboles muertos y jarrahs afectados por el fuego también se venden como leña para aquellos que la usan para calentarse en Perth. El jarrah tiende a quemarse bien en estufas de combustión lenta y fogatas de interiores y genera más calor que otras maderas estimadas para ese propósito
El jarrah es usado en la elaboración de instrumentos musicales

## Taxonomía
Eucalyptus marginata fue descrita por Donn ex Sm. y publicado en Transactions of the Linnean Society of London 6: 302. 1802.
Etimología
Eucalyptus: nombre genérico que proviene del griego antiguo: eû = "bien, justamente" y kalyptós = "cubierto, que recubre". En Eucalyptus L'Hér., los pétalos, soldados entre sí y a veces también con los sépalos, forman parte del opérculo, perfectamente ajustado al hipanto, que se desprende a la hora de la floración.
marginata: epíteto latino que significa "con margen".
Variedades y Sinonimia
subsp. elegantella Brooker & Hopper, Nuytsia 9: 4 (1993).
subsp. marginata.
- Eucalyptus floribunda Hügel ex Endl. in S.L.Endlicher & al., Enum. Pl.: 42 (1837).
- Eucalyptus hypoleuca Schauer in J.G.C.Lehmann, Pl. Preiss. 1: 131 (1844).
- Eucalyptus mahoganii F.Muell., Fragm. 2: 41 (1860).

subsp. thalassica Brooker & Hopper, Nuytsia 9: 5 (1993).

## Lectura relacionada
- Boland, D. J. et al. (1984). Forest Trees of Australia (Fourth edition revised and enlarged). CSIRO Publishing, Collingwood, Victoria, Australia. ISBN 0-643-05423-5..
- Powell, Robert (1990). Leaf and Branch: Trees and Tall Shrubs of Perth. Department of Conservation and Land Management, Perth, Western Australia. ISBN 0-7309-3916-2..
- Ellis Guitars. «Stompbox jarrah». Australian Timbers (Product information). ellisguitars.com. Archivado desde el original el 10 de enero de 2011. Consultado el 2008.